# Coenonympha eunomia
Coenonympha eunomia är en fjärilsart som beskrevs av William D. Field 1937. Coenonympha eunomia ingår i släktet Coenonympha och familjen praktfjärilar. Inga underarter finns listade i Catalogue of Life.